# Булига-Мушинський Володимир Миколайович
Володи́мир Микола́йович Були́га-Мущи́нський — сержант Збройних сил України.

## Нагороди
14 листопада 2014 року за особисту мужність і героїзм, виявлені у захисті державного суверенітету та територіальної цілісності України, вірність військовій присязі під час російсько-української війни, відзначений — нагороджений орденом «За мужність» III ступеня.